# 1908 في فرنسا
فيما يلي قوائم الأحداث التي وقعت خلال عام 1908 في فرنسا.

## رياضة
- 1 يناير – سباق طواف فرنسا 1908 الفائزون جورج باسيريو، لوسيان بوتي-بريتون، فرانسوا فابر.
- 19 أبريل – سباق باريس روبيه 1908 الفائزون Cyrille van Hauwaert [الإنجليزية]‏، فرانسوا فابر، Georges Lorgeou [الإنجليزية]‏.
- 7 يوليو – جائزة فرنسا الكبرى 1908 الفائز Christian Lautenschlager [الإنجليزية]‏.

## كتب
من الكتب التي صدرت هذه السنة في فرنسا:
- 1 يناير – الجحيم من تأليف هنري باربوس.
- 1 يناير – قائد الدانوب من تأليف جول فيرن، ميشيل فرن.
- 1 يناير – مطاردة النيزك من تأليف جول فيرن، ميشيل فرن.

## مواليد

### يناير
- 9 يناير – سيمون دي بوفوار كاتبة ومفكرة نسوية فرنسية.
- 31 يناير – سيموني ماثيو لاعبة كرة مضرب فرنسية.

### مارس
- 2 يونيو – مارسيل لانغيلر لاعب كرة قدم فرنسي.
- 5 مارس – كريستيان بسوس لاعب كرة مضرب فرنسي.
- 8 يوليو – مارسيل بينل لاعب كرة قدم فرنسي.
- 14 مارس – موريس ميرلو بونتي اللغة و الفكر.
- 19 مارس – نوما أندوير لاعب كرة قدم فرنسي.

### أبريل
- 4 أبريل – ألفرد آدم ممثل فرنسي.
- 20 أبريل – بيير كورب لاعب كرة قدم فرنسي.

### مايو
- 23 مايو – هيلين باوتشر طيارة فرنسية.

### يونيو
- 2 يونيو – مارسيل لانغيلر لاعب كرة قدم فرنسي.

### يوليو
- 2 يوليو – بيتر أمير اليونان والدنمارك عالم بعلوم الإنسان يوناني.
- 3 يوليو – رينيه برون ممثل فرنسي.
- 5 يوليو – هنري، كونت باريس
- 8 يوليو – مارسيل بينل لاعب كرة قدم فرنسي.

### أغسطس
- 18 أغسطس – إدغار فور سياسي فرنسي.
- 22 أغسطس – هنري كارتييه بريسون مصور فرنسي.

### سبتمبر
- 23 سبتمبر – رايموند فنسون كاتبة فرنسية.
- 25 سبتمبر – روجر بيوفراند دراج فرنسي.

### أكتوبر
- 11 أكتوبر – إيف جولي

### نوفمبر
- 17 نوفمبر – نويل ليتييه لاعب كرة قدم فرنسي.

### ديسمبر
- 1 ديسمبر – ميشيل دارد روائي فرنسي.
- 10 ديسمبر – أوليفييه مسيان
- 30 ديسمبر – جول فاندورين لاعب كرة قدم فرنسي.

## وفيات

### أبريل
- 12 أبريل – هرتفيك درانبور (مواليد 1844)
- 24 أبريل – بيير فيكتور غالتير (مواليد 1846) طبيب بيطري فرنسي.

### مايو
- 2 مايو – شارل شمبرلند (مواليد 1851)
- 7 مايو – لودوفيك هاليفي (مواليد 1834)
- 23 مايو – فرانسوا كوبيه (مواليد 1842)

### يونيو
- 7 يونيو – إدوارد هويت (مواليد 1819) عالم نبات فرنسي.

### يوليو
- 23 يوليو – فرنسوا ارنو (مواليد 1843)

### أغسطس
- 19 أغسطس – دومنيك كلوس (مواليد 1821) عالم نبات فرنسي.
- 25 أغسطس – هنري بيكريل (مواليد 1852) فيزيائي فرنسي.

### أكتوبر
- 17 أكتوبر – بول بيرغر (مواليد 1845) جراح فرنسي.